# Рассолёнки
Рассолёнки — посёлок в Пермском крае России. Входит в Лысьвенский городской округ.

## Географическое положение
Посёлок расположен в южной части Лысьвенского городского округа на расстоянии примерно 13 километров по прямой на юг-юго-восток от станции Кын.

## История
Посёлок основан в конце 1940-х годов. Градообразующим предприятием посёлка является Кыновский леспромхоз. 
С 2004 до 2011 гг. посёлок входил в Кыновское сельское поселение Лысьвенского муниципального района.

## Население
| 2010 |
| ---- |
| 646  |

Постоянное население составляло 811 человек (86 % русские) в 2002 году, 646 человек в 2010 году, 443 человека в 2020.

## Климат
Климат умеренно континентальный. Среднегодовая температура воздуха равна: +1,7 °C; продолжительность безморозного периода: 165 дней; средняя мощность снегового покрова: 50 см; средняя глубина промерзания почвы: 123 см. Устойчивый снежный покров сохраняется с первой декады ноября по последнюю декаду апреля. Средняя продолжительность снежного покрова 160—170 дней. Средняя из наибольших декадных высот снежного покрова за зиму — 50 см. Средняя максимальная температура самого жаркого месяца: +24,4 °C. Средняя температура самого холодного месяца: −17,4 °C.